# Eisschnelllauf-Weltcup 2001/02

Logo des Essent ISU Weltcup

Der Eisschnelllauf-Weltcup 2001/02 wurde für Frauen und Männer an acht Weltcupstationen in sechs Ländern ausgetragen. Die Saison begann am 10. November 2001 und endete am 10. März 2002. Hier wurden von Frauen Strecken von 500 bis 5.000 und der Männer von 500 bis 10.000 Meter gelaufen.
Siehe auch: Liste der Gesamtweltcupsieger im Eisschnelllauf

## Wettbewerbe

### Frauen

#### Weltcup-Übersicht
| Datum                                                                                      | Ort                                      | Disziplin         | Sieger                    | Zweiter                       | Dritter                   |
| ------------------------------------------------------------------------------------------ | ---------------------------------------- | ----------------- | ------------------------- | ----------------------------- | ------------------------- |
| 10. Bis 11. Nov. 2001                                                                      | Berlin (Sportforum Hohenschönhausen)     | 1.500 m           | Anni Friesinger           | Jennifer Rodriguez            | Sabine Völker             |
| 10. Bis 11. Nov. 2001                                                                      | Berlin (Sportforum Hohenschönhausen)     | 3.000 m           | Anni Friesinger           | Claudia Pechstein             | Maki Tabata               |
| 17. Bis 18. Nov. 2001                                                                      | Innsbruck (Olympia Eisstadion Innsbruck) | 1.500 m           | Anni Friesinger           | Jennifer Rodriguez            | Claudia Pechstein         |
| 17. Bis 18. Nov. 2001                                                                      | Innsbruck (Olympia Eisstadion Innsbruck) | 3.000 m           | Anni Friesinger           | Claudia Pechstein             | Renate Groenewold         |
| 23. Bis 25. Nov. 2001                                                                      | Den Haag (De Uithof)                     | 1.500 m           | Anni Friesinger           | Cindy Klassen                 | Maki Tabata               |
| 23. Bis 25. Nov. 2001                                                                      | Den Haag (De Uithof)                     | 3.000 m           | Anni Friesinger           | Claudia Pechstein             | Tonny de Jong             |
| 23. Bis 25. Nov. 2001                                                                      | Den Haag (De Uithof)                     | 5.000 m           | Anni Friesinger           | Claudia Pechstein             | Maki Tabata               |
| 1. Bis 2. Dez. 2001                                                                        | Salt Lake City (Utah Olympic Oval)       | 500 m (1. Dez.)   | Catriona LeMay-Doan       | Sabine Völker                 | Sayuri Ōsuga              |
| 1. Bis 2. Dez. 2001                                                                        | Salt Lake City (Utah Olympic Oval)       | 1.000 m (1. Dez.) | Jennifer Rodriguez        | Monique Garbrecht-Enfeldt     | Sabine Völker             |
| 1. Bis 2. Dez. 2001                                                                        | Salt Lake City (Utah Olympic Oval)       | 500 m (2. Dez.)   | Catriona LeMay-Doan       | Sabine Völker                 | Sayuri Ōsuga              |
| 1. Bis 2. Dez. 2001                                                                        | Salt Lake City (Utah Olympic Oval)       | 1.000 m (2. Dez.) | Sabine Völker             | Jennifer Rodriguez            | Monique Garbrecht-Enfeldt |
| Einzelstreckenasienmeisterschaften in Harbin, 2.–3. Dezember 2001                          |                                          |                   |                           |                               |                           |
| 8. Bis 9. Dez. 2001                                                                        | Calgary (Olympic Oval)                   | 500 m (8. Dez.)   | Catriona LeMay-Doan       | Svetlana Schurowa             | Sabine Völker             |
| 8. Bis 9. Dez. 2001                                                                        | Calgary (Olympic Oval)                   | 1.000 m (8. Dez.) | Sabine Völker             | Catriona LeMay-Doan           | Anni Friesinger           |
| 8. Bis 9. Dez. 2001                                                                        | Calgary (Olympic Oval)                   | 500 m (9. Dez.)   | Catriona LeMay-Doan       | Sabine Völker                 | Svetlana Schurowa         |
| 8. Bis 9. Dez. 2001                                                                        | Calgary (Olympic Oval)                   | 1.500 m (9. Dez.) | Anni Friesinger           | Sabine Völker                 | Claudia Pechstein         |
| Mehrkampfeuropameisterschaft in Erfurt (Gunda-Niemann-Stirnemann-Halle), 4.–6. Januar 2002 |                                          |                   |                           |                               |                           |
| 11. Bis 12. Jan. 2002                                                                      | Heerenveen (Thialf)                      | 500 m (11. Jan.)  | Catriona LeMay-Doan       | Andrea Nuyt                   | Sabine Völker             |
| 11. Bis 12. Jan. 2002                                                                      | Heerenveen (Thialf)                      | 3.000 m           | Anni Friesinger           | Renate Groenewold             | Cindy Klassen             |
| 11. Bis 12. Jan. 2002                                                                      | Heerenveen (Thialf)                      | 1.000 m           | Marianne Timmer           | Andrea Nuyt                   | Sabine Völker             |
| 11. Bis 12. Jan. 2002                                                                      | Heerenveen (Thialf)                      | 1.500 m           | Anni Friesinger           | Jennifer Rodriguez            | Annamarie Thomas          |
| 11. Bis 12. Jan. 2002                                                                      | Heerenveen (Thialf)                      | 500 m (12. Jan.)  | Catriona LeMay-Doan       | Andrea Nuyt Svetlana Schurowa |                           |
| Sprintweltmeisterschaft in Hamar (Vikingskipet), 19.–20. Januar 2002                       |                                          |                   |                           |                               |                           |
| Olympische Winterspiele in Salt Lake City (Utah Olympic Oval), 9.–23. Februar 2002         |                                          |                   |                           |                               |                           |
| 2. Bis 3. Mär. 2002                                                                        | Oslo (Valle Hovin)                       | 500 m (2. Mär.)   | Aki Tonoike               | Svetlana Schurowa             | Anzhelika Kotjuga         |
| 2. Bis 3. Mär. 2002                                                                        | Oslo (Valle Hovin)                       | 1.000 m (2. Mär.) | Aki Tonoike               | Anzhelika Kotjuga             | Sabine Völker             |
| 2. Bis 3. Mär. 2002                                                                        | Oslo (Valle Hovin)                       | 500 m (3. Mär.)   | Swetlana Kaikan           | Aki Tonoike                   | Yukari Watanabe           |
| 2. Bis 3. Mär. 2002                                                                        | Oslo (Valle Hovin)                       | 1.000 m (3. Mär.) | Sabine Völker             | Jennifer Rodriguez            | Anzhelika Kotjuga         |
| 8. Bis 10. Mär. 2002                                                                       | Inzell (Ludwig-Schwabl-Stadion)          | 3.000 m           | Claudia Pechstein         | Marja Vis                     | Maki Tabata               |
| 8. Bis 10. Mär. 2002                                                                       | Inzell (Ludwig-Schwabl-Stadion)          | 1.000 m           | Catriona LeMay-Doan       | Jennifer Rodriguez            | Monique Garbrecht-Enfeldt |
| 8. Bis 10. Mär. 2002                                                                       | Inzell (Ludwig-Schwabl-Stadion)          | 1.500 m           | Claudia Pechstein         | Anni Friesinger               | Cindy Klassen             |
| 8. Bis 10. Mär. 2002                                                                       | Inzell (Ludwig-Schwabl-Stadion)          | 500 m             | Catriona LeMay-Doan       | Monique Garbrecht-Enfeldt     | Svetlana Schurowa         |
| 8. Bis 10. Mär. 2002                                                                       | Inzell (Ludwig-Schwabl-Stadion)          | 500 m             | Monique Garbrecht-Enfeldt | Catriona LeMay-Doan           | Aki Tonoike               |
| Mehrkampfweltmeisterschaft in Heerenveen (Thialf), 15.–17. März 2002                       |                                          |                   |                           |                               |                           |

#### 500 Meter
(Endstand: Nach 10 Rennen)
| Rang | Name                      | Land        | Punkte |
| ---- | ------------------------- | ----------- | ------ |
| 1    | Catriona LeMay-Doan       | Kanada      | 780    |
| 2    | Svetlana Schurowa         | Russland    | 550    |
| 3    | Sabine Völker             | Deutschland | 525    |
| 4    | Andrea Nuyt               | Niederlande | 460    |
| 5    | Monique Garbrecht-Enfeldt | Deutschland | 407    |
| 6    | Sayuri Ōsuga              | Japan       | 400    |
| 7    | Anzhelika Kotjuga         | Belarus     | 393    |
| 8    | Aki Tonoike               | Japan       | 354    |
| 9    | Swetlana Kaikan           | Russland    | 303    |
| 10   | Yukari Watanabe           | Japan       | 257    |
|      |                           |             |        |
| 14   | Jenny Wolf                | Deutschland | 187    |
| 26   | Marion Wohlrab            | Deutschland | 60     |
| 28   | Pamela Zoellner           | Deutschland | 52     |

#### 1.000 Meter
(Endstand: Nach 7 Rennen)
| Rang | Name                      | Land               | Punkte |
| ---- | ------------------------- | ------------------ | ------ |
| 1    | Sabine Völker             | Deutschland        | 510    |
| 2    | Jennifer Rodriguez        | Vereinigte Staaten | 435    |
| 3    | Aki Tonoike               | Japan              | 335    |
| 4    | Catriona LeMay-Doan       | Kanada             | 326    |
| 5    | Anzhelika Kotjuga         | Belarus            | 298    |
| 6    | Annamarie Thomas          | Niederlande        | 266    |
| 7    | Andrea Nuyt               | Niederlande        | 252    |
| 8    | Monique Garbrecht-Enfeldt | Deutschland        | 226    |
| 9    | Marianne Timmer           | Niederlande        | 221    |
| 10   | Chiara Simionato          | Italien            | 213    |
|      |                           |                    |        |
| 19   | Marion Wohlrab            | Deutschland        | 83     |
| 22   | Anni Friesinger           | Deutschland        | 70     |
| 23   | Emese Hunyady             | Österreich         | 56     |
| 28   | Pamela Zoellner           | Deutschland        | 36     |

#### 1.500 Meter
(Endstand: Nach 6 Rennen)
| Rang | Name                | Land               | Punkte |
| ---- | ------------------- | ------------------ | ------ |
| 1    | Anni Friesinger     | Deutschland        | 500    |
| 2    | Claudia Pechstein   | Deutschland        | 360    |
| 3    | Cindy Klassen       | Kanada             | 330    |
| 4    | Jennifer Rodriguez  | Vereinigte Staaten | 330    |
| 5    | Maki Tabata         | Japan              | 266    |
| 6    | Annamarie Thomas    | Niederlande        | 214    |
| 7    | Renate Groenewold   | Niederlande        | 204    |
| 8    | Tonny de Jong       | Niederlande        | 199    |
| 9    | Warwara Baryschewa  | Russland           | 160    |
| 10   | Sabine Völker       | Deutschland        | 150    |
|      |                     |                    |        |
| 11   | Emese Hunyady       | Österreich         | 134    |
| 12   | Daniela Anschütz    | Deutschland        | 130    |
| 13   | Marion Wohlrab      | Deutschland        | 116    |
| 21   | Emese Dörfler-Antal | Österreich         | 54     |

#### 3.000/5.000 Meter
(Endstand: Nach 6 Rennen)
| Rang | Name                | Land        | Punkte |
| ---- | ------------------- | ----------- | ------ |
| 1    | Anni Friesinger     | Deutschland | 500    |
| 2    | Claudia Pechstein   | Deutschland | 420    |
| 3    | Maki Tabata         | Japan       | 305    |
| 4    | Renate Groenewold   | Niederlande | 279    |
| 5    | Cindy Klassen       | Kanada      | 266    |
| 6    | Marja Vis           | Niederlande | 256    |
| 7    | Tonny de Jong       | Niederlande | 248    |
| 8    | Warwara Baryschewa  | Russland    | 169    |
| 9    | Nami Nemoto         | Japan       | 168    |
| 10   | Daniela Anschütz    | Deutschland | 148    |
|      |                     |             |        |
| 17   | Lucille Opitz       | Deutschland | 84     |
| 24   | Claudia Irrgang     | Deutschland | 38     |
| 25   | Emese Dörfler-Antal | Österreich  | 35     |
| 28   | Emese Hunyady       | Österreich  | 27     |

### Männer

#### Weltcup-Übersicht
| Datum                                                                                      | Ort                                      | Disziplin         | Sieger                              | Zweiter            | Dritter            |
| ------------------------------------------------------------------------------------------ | ---------------------------------------- | ----------------- | ----------------------------------- | ------------------ | ------------------ |
| 10. Bis 11. Nov. 2001                                                                      | Berlin (Sportforum Hohenschönhausen)     | 1.500 m           | Jakko Jan Leeuwangh Petter Andersen |                    | Erben Wennemars    |
| 10. Bis 11. Nov. 2001                                                                      | Berlin (Sportforum Hohenschönhausen)     | 5.000 m           | Gianni Romme                        | Bob de Jong        | Rintje Ritsma      |
| 17. Bis 18. Nov. 2001                                                                      | Innsbruck (Olympia Eisstadion Innsbruck) | 1.500 m           | Ådne Søndrål                        | Dustin Molicki     | Martin Hersman     |
| 17. Bis 18. Nov. 2001                                                                      | Innsbruck (Olympia Eisstadion Innsbruck) | 5.000 m           | Gianni Romme                        | Bob de Jong        | Carl Verheijen     |
| 23. Bis 25. Nov. 2001                                                                      | Den Haag (De Uithof)                     | 1.500 m           | Derek Parra                         | Martin Hersman     | Christian Breuer   |
| 23. Bis 25. Nov. 2001                                                                      | Den Haag (De Uithof)                     | 5.000 m           | Gianni Romme                        | Jochem Uytdehaage  | Eskil Ervik        |
| 23. Bis 25. Nov. 2001                                                                      | Den Haag (De Uithof)                     | 10.000 m          | Frank Dittrich                      | Lasse Sætre        | Paweł Jan Zygmunt  |
| 1. Bis 2. Dez. 2001                                                                        | Salt Lake City (Utah Olympic Oval)       | 500 m (1. Dez.)   | Jeremy Wotherspoon                  | Casey Fitzrandolph | Mike Ireland       |
| 1. Bis 2. Dez. 2001                                                                        | Salt Lake City (Utah Olympic Oval)       | 1.000 m (1. Dez.) | Jeremy Wotherspoon                  | Casey Fitzrandolph | Mike Ireland       |
| 1. Bis 2. Dez. 2001                                                                        | Salt Lake City (Utah Olympic Oval)       | 500 m (2. Dez.)   | Jeremy Wotherspoon                  | Casey Fitzrandolph | Mike Ireland       |
| 1. Bis 2. Dez. 2001                                                                        | Salt Lake City (Utah Olympic Oval)       | 1.000 m (2. Dez.) | Jeremy Wotherspoon                  | Erben Wennemars    | Ådne Søndrål       |
| Einzelstreckenasienmeisterschaften in Harbin, 2.–3. Dezember 2001                          |                                          |                   |                                     |                    |                    |
| 8. Bis 9. Dez. 2001                                                                        | Calgary (Olympic Oval)                   | 1.000 m           | Mike Ireland                        | Toyoki Takeda      | Casey Fitzrandolph |
| 8. Bis 9. Dez. 2001                                                                        | Calgary (Olympic Oval)                   | 1.500 m           | Ådne Søndrål                        | Erben Wennemars    | Derek Parra        |
| 8. Bis 9. Dez. 2001                                                                        | Calgary (Olympic Oval)                   | 500 m (8. Dez.)   | Jeremy Wotherspoon                  | Casey Fitzrandolph | Mike Ireland       |
| 8. Bis 9. Dez. 2001                                                                        | Calgary (Olympic Oval)                   | 500 m (9. Dez.)   | Toyoki Takeda                       | Gerard van Velde   | Jeremy Wotherspoon |
| Mehrkampfeuropameisterschaft in Erfurt (Gunda-Niemann-Stirnemann-Halle), 4.–6. Januar 2002 |                                          |                   |                                     |                    |                    |
| 11. Bis 12. Jan. 2002                                                                      | Heerenveen (Thialf)                      | 5.000 m           | Carl Verheijen                      | Gianni Romme       | Bob de Jong        |
| 11. Bis 12. Jan. 2002                                                                      | Heerenveen (Thialf)                      | 1.000 m           | Jan Bos                             | Erben Wennemars    | Lee Kyu-hyeok      |
| 11. Bis 12. Jan. 2002                                                                      | Heerenveen (Thialf)                      | 1.500 m           | Dustin Molicki                      | Erben Wennemars    | Ådne Søndrål       |
| 11. Bis 12. Jan. 2002                                                                      | Heerenveen (Thialf)                      | 500 m (11. Jan.)  | Lee Kyu-hyeok Gerard van Velde      |                    | Jan Bos            |
| 11. Bis 12. Jan. 2002                                                                      | Heerenveen (Thialf)                      | 500 m (12. Jan.)  | Jeremy Wotherspoon                  | Casey Fitzrandolph | Hiroyasu Shimizu   |
| Sprintweltmeisterschaft in Hamar (Vikingskipet), 19.–20. Januar 2002                       |                                          |                   |                                     |                    |                    |
| Olympische Winterspiele in Salt Lake City (Utah Olympic Oval), 9.–23. Februar 2002         |                                          |                   |                                     |                    |                    |
| 2. Bis 3. Mär. 2002                                                                        | Oslo (Valle Hovin)                       | 500 m (2. Mär.)   | Dmitri Lobkow                       | Toyoki Takeda      | Casey Fitzrandolph |
| 2. Bis 3. Mär. 2002                                                                        | Oslo (Valle Hovin)                       | 1.000 m (2. Mär.) | Ådne Søndrål                        | Jeremy Wotherspoon | Erben Wennemars    |
| 2. Bis 3. Mär. 2002                                                                        | Oslo (Valle Hovin)                       | 500 m (3. Mär.)   | Ådne Søndrål                        | Dmitri Lobkow      | Kuniomi Haneishi   |
| 2. Bis 3. Mär. 2002                                                                        | Oslo (Valle Hovin)                       | 1.000 m (3. Mär.) | Ådne Søndrål                        | Mike Ireland       | Kip Carpenter      |
| 8. Bis 10. Mär. 2002                                                                       | Inzell (Ludwig-Schwabl-Stadion)          | 5.000 m           | Eskil Ervik                         | Gianni Romme       | Derek Parra        |
| 8. Bis 10. Mär. 2002                                                                       | Inzell (Ludwig-Schwabl-Stadion)          | 1.000 m           | Gerard van Velde                    | Janne Hänninen     | Jan Bos            |
| 8. Bis 10. Mär. 2002                                                                       | Inzell (Ludwig-Schwabl-Stadion)          | 1.500 m           | Ådne Søndrål                        | Jewgeni Lalenkow   | Derek Parra        |
| 8. Bis 10. Mär. 2002                                                                       | Inzell (Ludwig-Schwabl-Stadion)          | 500 m             | Toyoki Takeda                       | Mike Ireland       | Dmitri Lobkow      |
| 8. Bis 10. Mär. 2002                                                                       | Inzell (Ludwig-Schwabl-Stadion)          | 500 m             | Toyoki Takeda                       | Erben Wennemars    | Jeremy Wotherspoon |
| Mehrkampfweltmeisterschaft in Heerenveen (Thialf), 15.–17. März 2002                       |                                          |                   |                                     |                    |                    |

#### 500 Meter
(Endstand: Nach 10 Rennen)
| Rang | Name               | Land               | Punkte |
| ---- | ------------------ | ------------------ | ------ |
| 1    | Jeremy Wotherspoon | Kanada             | 630    |
| 2    | Toyoki Takeda      | Japan              | 550    |
| 3    | Casey Fitzrandolph | Vereinigte Staaten | 535    |
| 4    | Mike Ireland       | Kanada             | 478    |
| 5    | Gerard van Velde   | Niederlande        | 443    |
| 6    | Dmitri Lobkow      | Russland           | 415    |
| 7    | Jan Bos            | Niederlande        | 368    |
| 8    | Lee Kyu-hyeok      | Südkorea           | 348    |
| 9    | Manabu Horii       | Japan              | 290    |
| 10   | Erben Wennemars    | Niederlande        | 263    |
|      |                    |                    |        |
| 23   | Michael Künzel     | Deutschland        | 92     |

#### 1.000 Meter
(Endstand: Nach 7 Rennen)
| Rang | Name               | Land               | Punkte |
| ---- | ------------------ | ------------------ | ------ |
| 1    | Jeremy Wotherspoon | Kanada             | 450    |
| 2    | Jan Bos            | Niederlande        | 390    |
| 3    | Ådne Søndrål       | Norwegen           | 383    |
| 4    | Mike Ireland       | Kanada             | 373    |
| 5    | Erben Wennemars    | Niederlande        | 331    |
| 6    | Casey Fitzrandolph | Vereinigte Staaten | 279    |
| 7    | Janne Hänninen     | Finnland           | 263    |
| 8    | Toyoki Takeda      | Japan              | 250    |
| 9    | Gerard van Velde   | Niederlande        | 236    |
| 10   | Yūsuke Imai        | Japan              | 222    |
|      |                    |                    |        |
| 21   | Michael Künzel     | Deutschland        | 72     |

#### 1.500 Meter
(Endstand: Nach 6 Rennen)
| Rang | Name                | Land               | Punkte |
| ---- | ------------------- | ------------------ | ------ |
| 1    | Ådne Søndrål        | Norwegen           | 374    |
| 2    | Erben Wennemars     | Niederlande        | 340    |
| 3    | Derek Parra         | Vereinigte Staaten | 328    |
| 4    | Dustin Molicki      | Kanada             | 311    |
| 5    | Martin Hersman      | Niederlande        | 263    |
| 6    | Petter Andersen     | Norwegen           | 254    |
| 7    | Jakko Jan Leeuwangh | Niederlande        | 212    |
| 8    | Christian Breuer    | Deutschland        | 182    |
| 9    | Alexander Kibalko   | Russland           | 177    |
| 10   | Jan Friesinger      | Deutschland        | 165    |
|      |                     |                    |        |
| 30   | Stefan Heythausen   | Deutschland        | 33     |

#### 5.000/10.000 Meter
(Endstand: Nach 6 Rennen)
| Rang | Name              | Land        | Punkte |
| ---- | ----------------- | ----------- | ------ |
| 1    | Gianni Romme      | Niederlande | 460    |
| 2    | Bob de Jong       | Niederlande | 340    |
| 3    | Carl Verheijen    | Niederlande | 291    |
| 4    | Lasse Sætre       | Norwegen    | 246    |
| 5    | Eskil Ervik       | Norwegen    | 243    |
| 6    | Paweł Jan Zygmunt | Polen       | 243    |
| 7    | Frank Dittrich    | Deutschland | 240    |
| 8    | Jochem Uytdehaage | Niederlande | 221    |
| 9    | Vadim Sajutin     | Russland    | 204    |
| 10   | Stian Bjørge      | Norwegen    | 195    |
|      |                   |             |        |
| 20   | René Taubenrauch  | Deutschland | 64     |
| 22   | Jens Boden        | Deutschland | 50     |

## Gesamt
- Platz: Gibt die Reihenfolge der Athleten wieder. Diese wird durch die Anzahl der Weltcupsiege bestimmt. Bei gleicher Anzahl werden die 2. Platzierungen verglichen, danach die 3. Platzierungen
- Name: Nennt den Namen des Athleten
- Land: Nennt das Land, für das der Athlet startete
- Siege: Nennt die Anzahl der Weltcupsiege
- 2. Plätze: Nennt die Anzahl der errungenen 2. Plätze
- 3. Plätze: Nennt die Anzahl der errungenen 3. Plätze
- Gesamt: Nennt die Anzahl aller gewonnenen Medaillen

### Top Ten
- Die Top Ten zeigt die zehn erfolgreichsten Sportler/-innen des Eisschnelllauf-Weltcups 2001/02

| Platz | Name                | Land        | Siege | 2. Plätze | 3. Plätze | Gesamt |
| ----- | ------------------- | ----------- | ----- | --------- | --------- | ------ |
| 1.    | Anni Friesinger     | Deutschland | 10    | 1         | 1         | 12     |
| 2.    | Catriona LeMay-Doan | Kanada      | 8     | 2         | 0         | 10     |
| 3.    | Jeremy Wotherspoon  | Kanada      | 6     | 1         | 2         | 9      |
| 4.    | Ådne Søndrål        | Norwegen    | 6     | 0         | 2         | 8      |
| 5.    | Sabine Völker       | Deutschland | 3     | 4         | 6         | 13     |
| 6.    | Gianni Romme        | Niederlande | 3     | 2         | 0         | 5      |
| 7.    | Toyoki Takeda       | Japan       | 3     | 2         | 0         | 5      |
| 8.    | Claudia Pechstein   | Deutschland | 2     | 4         | 2         | 8      |
| 9.    | Aki Tonoike         | Japan       | 2     | 1         | 1         | 4      |
| 10.   | Gerard van Velde    | Niederlande | 2     | 1         | 0         | 3      |

### Frauen
| Platz | Name                      | Land               | Siege | 2. Plätze | 3. Plätze | Gesamt |
| ----- | ------------------------- | ------------------ | ----- | --------- | --------- | ------ |
| 1.    | Anni Friesinger           | Deutschland        | 10    | 1         | 1         | 12     |
| 2.    | Catriona LeMay-Doan       | Kanada             | 8     | 2         | 0         | 10     |
| 3.    | Sabine Völker             | Deutschland        | 3     | 4         | 6         | 13     |
| 4.    | Claudia Pechstein         | Deutschland        | 2     | 4         | 2         | 8      |
| 5.    | Aki Tonoike               | Japan              | 2     | 1         | 1         | 4      |
| 6.    | Jennifer Rodriguez        | Vereinigte Staaten | 1     | 6         | 0         | 7      |
| 7.    | Monique Garbrecht-Enfeldt | Deutschland        | 1     | 2         | 2         | 5      |
| 8.    | Marianne Timmer           | Niederlande        | 1     | 0         | 0         | 1      |
| 8.    | Swetlana Kaikan           | Russland           | 1     | 0         | 0         | 1      |
| 10.   | Svetlana Schurowa         | Russland           | 0     | 3         | 2         | 5      |
| 11.   | Andrea Nuyt               | Niederlande        | 0     | 3         | 0         | 3      |
| 12.   | Anzhelika Kotjuga         | Belarus            | 0     | 1         | 2         | 3      |
| 12.   | Cindy Klassen             | Kanada             | 0     | 1         | 2         | 3      |
| 14.   | Renate Groenewold         | Niederlande        | 0     | 1         | 1         | 2      |
| 15.   | Marja Vis                 | Niederlande        | 0     | 1         | 0         | 1      |
| 16.   | Maki Tabata               | Japan              | 0     | 0         | 4         | 4      |
| 17.   | Sayuri Ōsuga              | Japan              | 0     | 0         | 2         | 2      |
| 18.   | Annamarie Thomas          | Niederlande        | 0     | 0         | 1         | 1      |
| 18.   | Tonny de Jong             | Niederlande        | 0     | 0         | 1         | 1      |
| 18.   | Yukari Watanabe           | Japan              | 0     | 0         | 1         | 1      |

### Männer
| Platz | Name                | Land               | Siege | 2. Plätze | 3. Plätze | Gesamt |
| ----- | ------------------- | ------------------ | ----- | --------- | --------- | ------ |
| 1.    | Jeremy Wotherspoon  | Kanada             | 6     | 1         | 2         | 9      |
| 2.    | Ådne Søndrål        | Norwegen           | 6     | 0         | 2         | 8      |
| 3.    | Gianni Romme        | Niederlande        | 3     | 2         | 0         | 5      |
| 3.    | Toyoki Takeda       | Japan              | 3     | 2         | 0         | 5      |
| 5.    | Gerard van Velde    | Niederlande        | 2     | 1         | 0         | 3      |
| 6.    | Mike Ireland        | Kanada             | 1     | 2         | 4         | 7      |
| 7.    | Dmitri Lobkow       | Russland           | 1     | 1         | 1         | 3      |
| 8.    | Dustin Molicki      | Kanada             | 1     | 1         | 0         | 2      |
| 9.    | Derek Parra         | Vereinigte Staaten | 1     | 0         | 3         | 4      |
| 10.   | Jan Bos             | Niederlande        | 1     | 0         | 2         | 3      |
| 11.   | Carl Verheijen      | Niederlande        | 1     | 0         | 1         | 2      |
| 11.   | Eskil Ervik         | Norwegen           | 1     | 0         | 1         | 2      |
| 11.   | Lee Kyu-hyeok       | Südkorea           | 1     | 0         | 1         | 2      |
| 14.   | Frank Dittrich      | Deutschland        | 1     | 0         | 0         | 1      |
| 14.   | Jakko Jan Leeuwangh | Niederlande        | 1     | 0         | 0         | 1      |
| 14.   | Petter Andersen     | Norwegen           | 1     | 0         | 0         | 1      |
| 17.   | Casey Fitzrandolph  | Vereinigte Staaten | 0     | 5         | 2         | 7      |
| 17.   | Erben Wennemars     | Niederlande        | 0     | 5         | 2         | 7      |
| 19.   | Bob de Jong         | Niederlande        | 0     | 2         | 1         | 3      |
| 20.   | Martin Hersman      | Niederlande        | 0     | 1         | 1         | 2      |
| 21.   | Janne Hänninen      | Finnland           | 0     | 1         | 0         | 1      |
| 21.   | Jewgeni Lalenkow    | Russland           | 0     | 1         | 0         | 1      |
| 21.   | Jochem Uytdehaage   | Niederlande        | 0     | 1         | 0         | 1      |
| 21.   | Lasse Sætre         | Norwegen           | 0     | 1         | 0         | 1      |
| 25.   | Christian Breuer    | Deutschland        | 0     | 0         | 1         | 1      |
| 25.   | Hiroyasu Shimizu    | Japan              | 0     | 0         | 1         | 1      |
| 25.   | Kip Carpenter       | Vereinigte Staaten | 0     | 0         | 1         | 1      |
| 25.   | Kuniomi Haneishi    | Japan              | 0     | 0         | 1         | 1      |
| 25.   | Paweł Jan Zygmunt   | Polen              | 0     | 0         | 1         | 1      |
| 25.   | Rintje Ritsma       | Niederlande        | 0     | 0         | 1         | 1      |

### Nationenwertung
- Die Nationenwertung zeigt die erfolgreichsten Nationen (Sportler/-innen) des Eisschnelllauf-Weltcups 2001/02

| Platz | Land               | Siege | 2. Plätze | 3. Plätze | Gesamt |
| ----- | ------------------ | ----- | --------- | --------- | ------ |
| 1.    | Deutschland        | 17    | 11        | 12        | 40     |
| 2.    | Kanada             | 16    | 7         | 8         | 31     |
| 3.    | Niederlande        | 9     | 17        | 11        | 37     |
| 4.    | Norwegen           | 8     | 1         | 3         | 12     |
| 5.    | Japan              | 5     | 3         | 10        | 18     |
| 6.    | Vereinigte Staaten | 2     | 11        | 6         | 19     |
| 7.    | Russland           | 2     | 5         | 3         | 10     |
| 8.    | Südkorea           | 1     | 0         | 1         | 2      |
| 9.    | Belarus            | 0     | 1         | 2         | 3      |
| 10.   | Finnland           | 0     | 1         | 0         | 1      |
| 11.   | Polen              | 0     | 0         | 1         | 1      |